# 山口真史
山口 真史（やまぐち　まさふみ、1946年 - ）は、日本の太陽光発電の研究者。工学博士。豊田工業大学教授などを経て、同名誉教授、東京大学客員教授等を兼務。

## 経歴
1946年生まれ。
1968年、北海道大学工学部電子工学科卒、日本電信電話公社（現NTT）入社。
1978年、北海道大学工学博士。
1986年、NTT茨城電気通信研究所エネルギー部品研究室長。
1988年、NTT光エレクトロニクス研究所光機能素子研究グループリーダー。
1994年、豊田工業大学大学院工学研究科主担当教授。
2000年、宇宙航空研究開発機構客員教授。
2001年、立教大学非常勤講師。
2003年、大阪府立大学客員教授。
2009年、科学技術振興機構CREST（戦略的創造研究推進事業）研究領域「太陽光を利用した独創的クリーンエネルギー生成」研究総括。
2010年、新エネルギー・産業技術総合開発機構「太陽光発電システム次世代高性能技術開発」プロジェクトリーダー、東京大学客員教授。

## 業績
高効率な多接合太陽電池に関する業績が特に多い。関連学会での委員、公的研究計画を先導する役職での活動も多数。

## 受賞歴
- 1997年 Irving Weinberg Award[2]
- 2004年 Becquerel Prize[2]
- 2008年 William Cherry Award[2] (IEEE)
- 2016年 文部科学大臣表彰・科学技術賞（研究部門）
- 2025年 第25回（2024年度）応物物理学会研究業績賞
- 2025年 2025年度紫綬褒章受章[5]

## 著書
- 太陽電池の基礎と応用　シリコンから有機・量子ナノまで、山口 真史、Martin A. Green、大下 祥雄、小島 信晃、丸善、2010年、ISBN 978-4621082119
- 太陽電池の基礎と応用、小長井 誠、近藤 道雄、山口 真史、培風館、2010年、ISBN 978-4563067809
- 高効率太陽電池の開発と応用、山口 真史（監修）、シーエムシー出版、2009年、ISBN 978-4781301501
- 太陽電池&太陽光発電のしくみがよくわかる本、PV普及研究会 (著)、山口 真史 (監修)、技術評論社、2010年、ISBN 978-4774143385

他、多数

## 参照資料
1. 1 2 3 4  あいち産業情報 科学技術は今(14) 変換効率４０％を超える究極の太陽電池への挑戦、2004年4月
2. 1 2 3 4 5 6 7 8 9  東京大学　先端科学技術センター 研究者プロフィール、2012年4月閲覧
3. 1 2  豊田工業大学　ヤマグチ　マサフミ　山口　真史　Masafumi Yamaguchi 2025年4月18日更新 2025年4月閲覧
4. 1 2 3 4 5 6 7 8  豊田工業大学 研究者情報システムにて山口真史をクリックした結果より、2012年4月閲覧
5. ↑  “令和7年春の褒章 神奈川県” (PDF).   内閣府. p. 2 (2025年4月29日). 2025年5月4日閲覧。